# Галланд, Адольф
Адо́льф Йо́зеф Фердина́нд Га́лланд (нем. Adolf Josef Ferdinand Galland; 19 марта 1912, Вестерхольт, Вестфалия — 9 февраля 1996, Ремаген, Рейнланд-Пфальц) — немецкий пилот истребительных частей Люфтваффе Второй мировой войны, лётчик-ас, один из организаторов и руководителей люфтваффе, генерал-лейтенант авиации. Во время службы совершил 705 боевых вылетов, принимал участие в воздушных боях на Западном фронте Второй мировой войны и операциях по защите Рейха. Четырежды был сбит. Сбил 104 самолёта противника, в том числе им были уничтожены четыре 4-моторных бомбардировщика, семь воздушных побед Адольф одержал на реактивном истребителе «Messerschmitt Me.262».
Галланд родился в городе Вестерхольт (ныне носит название Хертен) области Вестфалия. С детства мечтал об авиации, увлекался полётами на планёрах. В конце 1932 года Адольф поступил на военную службу в рейхсвер Веймарской республики. В 1937 году Галланд записался добровольцем в легион «Кондор», который принимал участие в гражданской войне в Испании на стороне националистов Франсиско Франко. Основными действиями Адольфа во время кампании была штурмовка войск противника. После окончания войны в Испании Галланд, основываясь на боевом опыте, разработал несколько доктрин и технических рекомендаций по атаке войск противника с воздуха, также служил инструктором в штурмовой авиации. С началом Второй мировой войны Галланд совершил несколько вылетов по уничтожению наземных сил врага, после чего убедил командование перевести его в истребительные части люфтваффе.
Адольф, уже будучи командиром эскадры Jagdgeschwader 26 «Шлагетер», принял участие во Французской кампании и Битве за Британию, где немецкие пилоты над Ла-Маншем и Северной Францией сошлись в боях с лучшими лётчиками британских Королевских ВВС. К ноябрю 1941 года на счету Галланда числилось 96 воздушных побед — за эти успехи он ещё ранее был награждён Мечами к своему Рыцарскому кресту с Дубовыми Листьями. В том же месяце после гибели командующего истребительной авиацией люфтваффе (нем. General der Jagdflieger) Вернера Мёльдерса, именно Адольф был назначен новым командиром этого вида немецких ВВС, причём с запрещением ему совершать боевые вылеты. Уже после повышения, в январе 1942 года Галланду были вручены Бриллианты к его Рыцарскому кресту с Дубовыми Листьями и Мечами. На должности командующего истребительной авиации Адольф пробыл до января 1945 года, после чего был смещён с поста за постоянную критику командования и предполагаемое участие в заговоре лётчиков-истребителей.
В марте того же года Галланд вернулся к оперативным полётам, по заданию Германа Геринга сформировав специальное подразделение, состоящее из реактивных истребителей «Messerschmitt Me.262» и получившее название Jagdverband 44. До мая в составе этой части Адольф совершал вылеты над территорией Германии на перехват самолётов союзников. После окончания войны ас иммигрировал в Аргентину, где начал работать в качестве авиационного консультанта при местных ВВС. В 1955 году Галланд вернулся на родину, где открыл собственный бизнес. Также в послевоенные годы он сдружился со многими асами британских Королевских ВВС, такими как Роберт Стэнфорд Так и Дуглас Бадер. В 1969 году Адольф был приглашён в качестве консультанта на съёмки англо-американского фильма «Битва за Британию». Скончался знаменитый ас 9 февраля 1996 года в возрасте 83 лет.

## Ранние годы

### Семья
Адольф родился 19 марта 1912 года в городе Вестерхольт (ныне — Хертен) области Вестфалия в семье потомков французских гугенотов. Первый Галланд появился в этих краях в 1792 году, как беженец со своей исторической родины. Он поступил на службу в качестве управляющего к владельцу этой земли барону фон Вестерхольту. С тех пор данная должность в семье Галландов передавалась по наследству от отца к сыну. Адольф был вторым из четырёх сыновей Адольфа Феликса Галланда и его жены, француженки Анны, урождённой Шиппер. Продолжая семейную традицию, отец будущего аса служил управляющим семейства фон Вестерхольд. У Адольфа было четыре брата — старший Фриц, младшие Вильгельм-Фердинанд и Пауль. В семье царила строжайшая дисциплина, навязанная отцом семейства. Так члены фамилии должны были откликаться лишь на прозвища, данные им Галландом-старшим. Мать Анна звалась «Анитой», Фриц — «Тоби», Адольф — «Кеффером», Вильгельм-Фердинанд — «Вютцем», а самый младший Пауль — «Паулиной» или «Паулой», по причине того, что отец ждал четвёртым ребёнком не мальчика, а девочку.
Два младших брата Адольфа также стали асами-истребителями. Пауль одержал 17 воздушных побед, был сбит и погиб 31 октября 1942 года. Вильгельм-Фердинанд сбил 54 самолёта противника, также, как и брат, был подбит в бою и убит 17 августа 1943 года.

### Юность
В 1927 году проявился и развился интерес Адольфа к авиации. Катализатором к этому послужила организация группой энтузиастов планерного клуба, который расположился на склоне горы Боркенберге: к востоку от железнодорожного перегона между Хальтерн-ам-Зе и Мюнстером, и в 23 километрах северо-восточнее Вестерхольта. Позднее секция получила статус официальной и была переименована в «Спортивный авиационный клуб Гельзенкирхена» (нем. Gelsenkirchen Luftsportverein), взрастивший множество талантливых будущих пилотов. Поначалу Галланд добирался до места полётов пешком или на повозке, запряжённой лошадью, но впоследствии отец Адольфа, видя, что интерес сына носит очень серьёзный характер, купил ему мотоцикл для данных поездок. В соответствии с условиями Версальского договора Германии было запрещено иметь свои Военно-воздушные силы. Тем не менее, данный запрет никак не распространялся на планёры, и множество молодых немецких пилотов начинали свою карьеру именно с этих летательных средств. Этот вид спорта стал так популярен в Германии, что руководство рейхсвера официально создало десять специализированных школ, причём, минимум одно учебное заведение располагалось в одном из семи военных округов страны. Также Главное военное ведомство начало издание журнала «Авиационный спорт» (нем. Flugsport), для ещё большей популяризации планеризма в Германии. На этой волне интерес Галланда был вполне естественен для немецкого юноши того времени — он освоил базовые принципы полёта, изучил достаточно теоретических материалов. Но на практике он с удивлением обнаружил, что многое из узнанного не подходит для реальности. Эти уроки он вынес из фактических полётов, когда неопытные попытки Адольфа спровоцировали ряд мелких аварий его летательного аппарата. Один из преподавателей школы, Георг Исмер, разглядев в юноше талант пилота, уделял ему больше времени, чем остальным, что позволило Галланду в 1929 году в 17-летнем возрасте без проблем сдать квалификационный экзамен на сертификат «А». Этот документ был первой ступенью для получения лётчиками профессиональной лицензии. Вскоре Адольф успешно прошёл второй и третий экзамен и стал обладателем заветного права самостоятельного управления планёром. Отец Галланда для поощрения сына пообещал купить ему собственный летательный аппарат, если тот успешно пройдёт испытания на получение «аттестата зрелости». Адольф, учившийся в гимназии «Хинденбург» (нем. Hindenburg) в пригороде Гельзенкирхена, Буере, сдал экзамены в своей «альма-матер» и скоро мог совершать полёты на личном планёре. В этом виде спорта Галланд стал большим мастером и до получения «аттестата зрелости» работал в авиационном клубе в качестве инструктора. В феврале 1932 года Адольф окончил гимназию. Скоро он был принят в авиационную школу национального воздушного перевозчика — концерна «Lufthansa».

## Ранняя военная карьера

### Тренировочные полёты
В последние годы существования Веймарской республики страна испытывала серьёзные экономические трудности. Вследствие этого резко сократилось количество рабочих мест, и семейству Галландов приходилось финансово нелегко. Адольф, имея хорошую планёрную подготовку, решил и дальше строить карьеру лётчика, обратившись с заявлением о приёме в Немецкую коммерческую авиационную школу (нем. Deutsche Verkehrsfliegerschule), которая в значительной степени субсидировалась компанией «Lufthansa». Первый этап отбора, где из четырёх тысяч претендентов было одобрено лишь четыре сотни, Адольф преодолел без проблем. Затем последовали финальные испытания — после десяти дней изнурительных тестов Галланд оказался в числе восемнадцати счастливчиков, допущенных к обучению в Школе, а непрошедшие испытания были отправлены домой. Свой первый полёт на настоящем самолёте Адольф совершил на учебной машине «Albatros Al 101». Но ранняя карьера Галланда-пилота развивалась не самым лучшим образом. В одном из тренировочных полётов он совершил жёсткую посадку, повредив шасси. В другом вылете манёвры Галланда, будучи лидером «тройки» самолётов, привели к тому, что два его ведомых товарища столкнулись в воздухе. К счастью, жертв удалось избежать, но действия Адольфа были признаны неудовлетворительными. Эти инциденты уверили Галланда о его скором отчислении из авиационной школы, и он поспешил написать заявление о вступлении в армию. Но ответа не последовало, и Адольф продолжил обучение. Успешные полёты на «Albatros L 75» и получение лицензии о праве управлять самолётами весом свыше двух с половиной тонн вернули Галланду уверенность в собственных силах. В то же время представители армии наконец одобрили заявку молодого лётчика, однако руководство Школы, учитывая его успехи, отказалось отпускать его. К Рождеству 1932 года Галланд имел 150 часов налёта и получил сертификат «B2».
В начале 1933 года Адольф был направлен в Балтийское море на тренировочную базу в Варнемюнде для обучения полётам на гидросамолётах. Галланд прошёл 25-часовой курс практики на этих типах машин. Вскоре Адольф с ещё несколькими пилотами был приглашён в центральное отделение школы (нем. Zentrale der Verkehrsflieger Schule) в Берлине, где после небольшого собеседования он дал согласие о своём вступлении в люфтваффе и прохождении секретной военной программы обучения.

### Первые шаги в люфтваффе

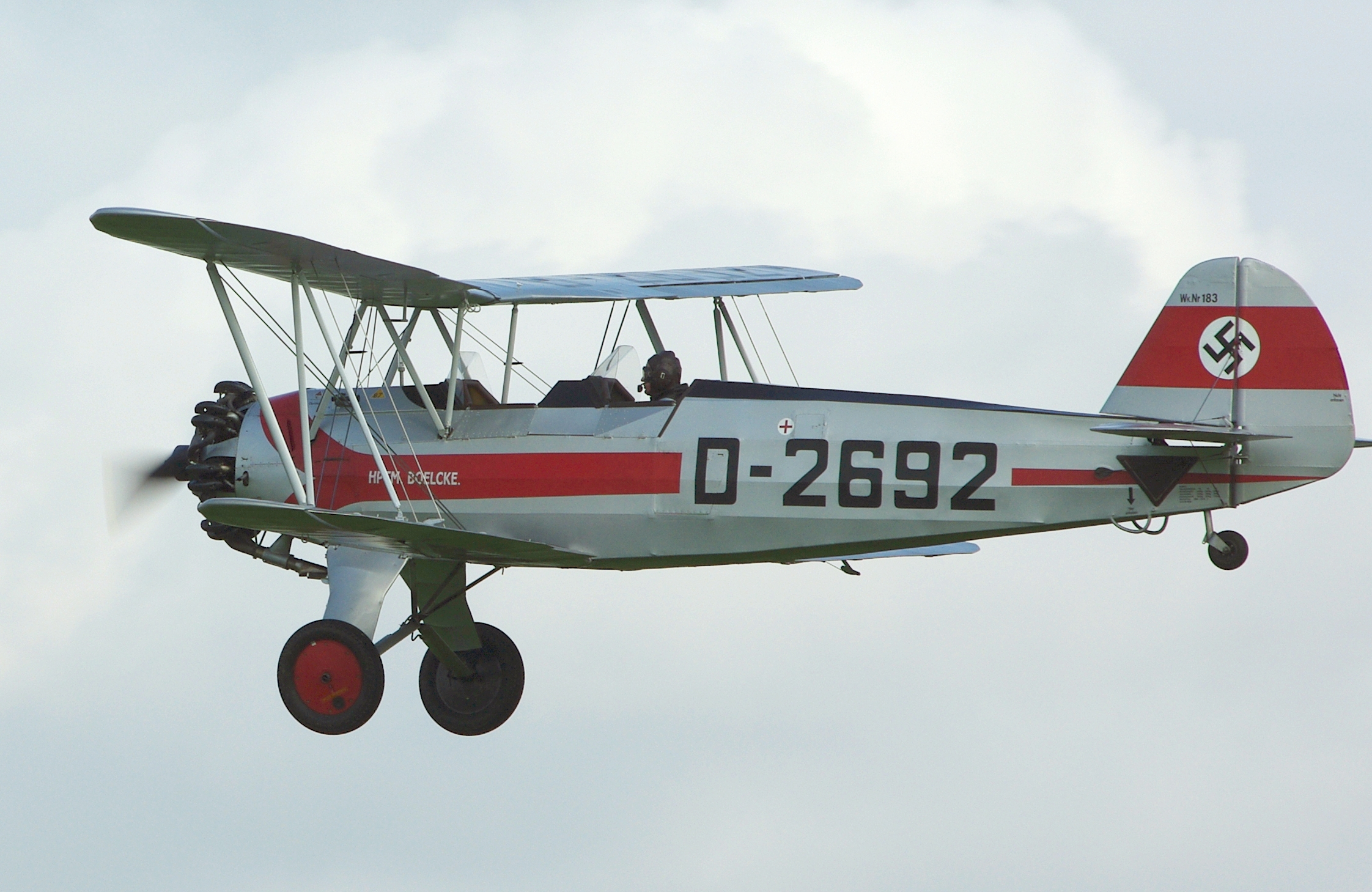
«Focke-Wulf Fw 44». Один из типов тренировочных самолётов Галланда.

В мае 1933 года Галланд стал одним из 12 гражданских пилотов, которые прошли отбор для специального секретного обучения в рядах люфтваффе. В это же время состоялась первая встреча Адольфа с командующим немецких ВВС Германом Герингом. Последний произвёл на молодого лётчика очень благоприятное впечатление. В июле того же года Галланд отправился в Италию с целью тренировок с пилотами местных ВВС. Первоначально итальянцы рассматривали своих немецких коллег с сарказмом, невысоко оценивая их лётную подготовку. Однако через некоторое время, увидев технику владения самолётом Галланда и его виртуозные полёты на малой высоте, хозяева прониклись должным уважением к пилотам люфтваффе.
В сентябре Адольф вернулся в Германию и принял участие в ряде соревнований по планёрному спорту, выиграв несколько призов. Затем он вновь приступил к полётам в составе своей группы и освоил 50-часовую программу обучения управления тяжёлыми транспортными самолётами. В рамках этих тренировок он в октябре того же года летал в качестве регулярного пилота «Lufthansa». Так он на самолёте «Junkers G 24» совершил перелёт из Штутгарта в Барселону с двумя посадками в Женеве и Марселе. В декабре Адольф был отозван из тренировочной группы для последующего прохождения службы в люфтваффе. Галланд был поставлен перед жёстким выбором — по его воспоминаниям ему нравилась работа гражданским лётчиком, но он всё же решился на карьеру военного пилота.
До октября 1934 года Адольф проходил общую военную подготовку в частях рейхсвера в городе Дрезден. В феврале 1935 года Галланд и ещё 900 пилотов официально присоединились к люфтваффе. Через месяц Адольф получил назначение в эскадру Jagdgeschwader 132 «Рихтгофен» (в будущем, Jagdgeschwader 2), которая базировалась в Йютербоге. Первоначально командование подразделения рассматривало прибывшего лётчика в качестве инструктора, однако позже перевело Галланда в ряды обычных оперативных пилотов части.
В октябре 1935 года Адольф попал в страшную катастрофу во время крушения его «Focke-Wulf Fw 44» в тренировочном полёте. Галланд впал в кому, кроме того у пилота были зафиксированы переломы основания черепа и носа, также множество осколков от разбившегося фонаря попали в левый глаз авиатору, нанеся тому большой вред. Из комы Адольф вышел через три дня. После выздоровления врачи признали Галланда непригодным для полётов. Но непосредственный начальник Адольфа, командир третьей группы эскадры майор Йоханн Райтель по сговору с самим молодым пилотом решил сохранить в тайне заключение медиков, чтобы не отлучать того от мечты о небе. Райтель «потерял» все больничные документы Галланда и официальное письмо врачей в люфтваффе о запрете полётов лётчику. А сам Галланд в течение года никак не проявлял последствий авиакатастрофы. В октябре 1936 года Адольф вновь попал на больничную койку после крушения его «Arado Ar 68». В том инциденте Галланд усугубил свою проблему с левым глазом, в котором оставались частицы стекла. В это время врачи восстановили и прошлые документы Адольфа. Майор Райтель был отдан под трибунал, но следователь впоследствии оправдал его. Адольфу вновь запретили летать — он признался о проблеме с левым глазом, и врачи вынесли неутешительный вердикт. Галланд настоял на повторной проверке и, предварительно выучив таблицу проверки остроты зрения, добился отмены заключения медиков.

### Легион «Кондор»
В середине 1937 года Адольф записался добровольцем в Легион «Кондор» — авиационное соединение люфтваффе, принимавшее участие в гражданской войне в Испании на стороне националистов Франсиско Франко. Галланд получил должность командира третьей эскадрильи истребительного соединения Jagdgruppe 88 (J/88). Адольф выполнял миссии по уничтожению наземных целей противника, летая на «Heinkel He 51». В это же время на самолётах Галланда появился рисунок — Микки Маус с сигарой в зубах, с пистолетом в одной руке и ножом в другой. Впоследствии это изображение Адольф наносил на все свои воздушные машины, и это стало отличительным знаком пилота. Сам Галланд так объяснял появление рисунка:
Мне нравится Микки Маус. И всегда нравился. Также я люблю сигары, но, думаю, мне надо было от них отказаться после окончания войны.
Свой первый боевой вылет в Испании из 300 Галланд совершил 24 июля 1937 года, когда вместе с командиром J/88 Готтхардом Хендриком он атаковал наземные цели близ Брунете. За время войны Адольф накопил достаточный боевой опыт, чтобы затем разработать несколько доктрин и тактических рекомендаций по штурмовке. Впоследствии работы Адольфа были переданы руководству люфтваффе, и они были широко использованы Эрнстом Удетом — ярым поклонником пикирующих бомбардировщиков типа «Junkers Ju 87». Оппонент Удета Вольфрам фон Рихтгофен придерживался позиции применения разносторонности истребителей для подобных целей. После сравнительных испытаний «Junkers Ju 87», «Henschel Hs 123» и «Messerschmitt Bf.109» именно «Юнкерс» был выбран в качестве основного штурмовика люфтваффе.
Также Галланд в Испании разработал систему производства и применения бензиновых и нефтяных бомб, предложил для квартирования военного персонала использовать поезда. После победы в войне сторонников Франко достижения Адольфа были отмечены Испанским крестом в золоте с Мечами и Бриллиантами. 24 мая 1938 года Галланд покинул Испанию, его место во главе третьей эскадрильи занял другой будущий ас Вернер Мёльдерс. Во время гражданской войны Адольф получил опыт и лётчика-истребителя, совершив десять вылетов на подобных самолётах. Оценив маневренность и быстроту машины, Галланд загорелся идеей освоить и летать на воздушных судах именно этого типа.

### Работа в Министерстве авиации
С мая по август 1938 года Галланд находился в отпуске, который он провёл в Марокко. По возвращении в Германию Адольф был вызван в Министерство авиации, где ему была поручена подготовка доктрины об авиационной поддержке наземных частей. Основной идеей Адольфа при решении данной задачи стало использование воздушных атак на противника незадолго до наступления основных пехотных сил. Данный замысел был скептически принят ветеранами Первой мировой войны, не поверившими в создание подобной координации. Также Галланд выступал за установку на самолёты итальянских тяжёлых пулемётов вместо лёгких, либо комбинации пулемёта и пушки. Последняя идея была принята положительно и успешно внедрена на «Messerschmitt Bf.109» и «Focke-Wulf Fw 190». Среди других разработок Адольфа этого периода значатся конструирование подвесного топливного бака для немецких самолётов, что значительно увеличило дальность их полёта, и детальное планирование тактики сопровождения бомбардировщиков истребителями: до этого и в люфтваффе и в британских ВВС практиковалась идея одиночных вылетов воздушных машин, несущих бомбы. Все предложения Галланда были одобрены и успешно реализовались на ранней стадии Второй мировой войны с 1939 по 1941 год. Также за время работы в Министерстве авиации ему была поручена разработка части плана «Грюн» (вторжение в Чехословакию), касающаяся авиации. Галланд справился со своей миссией — вверенные ему пилоты проходили ежедневные тренировки, части были хорошо укомплектованы. Тем не менее вторжение не состоялось.
К сожалению для Галланда плодотворная теоретическая деятельность в Министерстве принесла ему назначение в город Тутов, где ему было предложено протестировать прототипы самолётов для разведки и штурмовки. Это было не то, что желал Адольф — его целью было возвращение в действующую часть лётчиков-истребителей, летавших на «Bf 109». Во время своего пребывания в Тутове Галланд протестировал и дал положительное заключение на использование таких типов воздушных машин, как «Focke-Wulf Fw 189» и «Henschel Hs 129». После окончания Галланд получил неприятное для себя известие — он получил назначение возглавить вторую группу эскадры Lehrgeschwader 2 (нем. II.(Schlacht)/LG 2). Данное подразделение не было чисто истребительным, его основной задачей и спецификацией являлась штурмовка наземных целей противника.

## Боевая карьера (1939—1941)

### Польская кампания

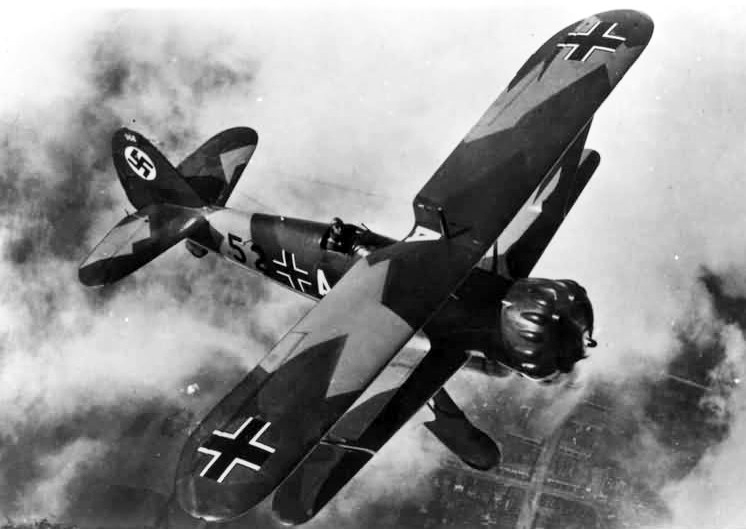
«Henschel Hs 123» — самолёт, на котором летал Галланд во время Польской кампании.

1 сентября 1939 года, в день начала Польской кампании Адольф совершил свой первый вылет на этом фронте, действуя с четвёртой эскадрильей своей второй группы LG 2, оснащённой самолётами «Henschel Hs 123», получивших прозвище «биплан Штука». Задачей части Галланда была поддержка наступавших частей вермахта, в частности, 10-й армии генерала Рейхенау. В тот же день, вылетев на разведку на «Fieseler Fi 156 Storch», Адольф чуть не был сбит польскими истребителями. На следующий день пилот вместе со своим подразделением штурмовал войска противника при осуществлении поддержки 1-й танковой дивизии, достигшей реки Варта. В последующие дни LG 2 помогала 16-му армейскому корпусу в боях за Краков, Радом, Демблин и Львов. К 7 сентября вермахт вышел на реку Висла под Варшавой. На следующий день все силы люфтваффе были брошены на взятие польской столицы. Также подразделение Галланда поучаствовало в битва на Бзуре. 11 сентября в LG 2 произошло знаменательное событие — штаб подразделения посетил Адольф Гитлер, который побеседовал во время обеда с лётчиками эскадры. К 19 сентября польские ВВС и армия были практически разгромлены, и многие части немецкой армии вывели из участия в кампании. Во время вторжения в Польшу Адольф совершил 87 вылетов. Таким образом, за две войны на его счету числилось теперь таковых 360, и 15 сентября он был награждён Железным крестом второго класса. 1 октября Галланд получил звание гауптмана.
После окончания Польской кампании Галланд пожаловался командованию на ревматизм, утверждая, что он не может совершать вылеты в открытых кабинах самолётов, подобных на «Hs 123». Также Адольф тактично предложил перевести его в подразделение, оснащённое одномоторными машинами с кабинами закрытого типа, чтобы улучшить его состояние. Просьба пилота была поддержана врачами. 10 февраля 1940 года Галланд был снят со своего поста и переведён в истребительную эскадру Jagdgeschwader 27 (JG 27). До сих пор достоверно неизвестно, симулировал ли Адольф своё недомогание или нет, но его цель стать истребителем была достигнута.

### Западная Европа

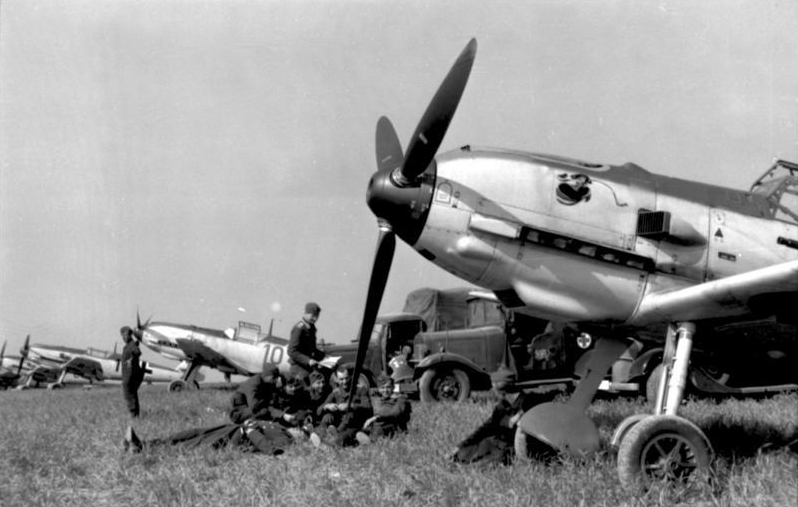
На самолёте «Messerschmitt Bf 109E» Галланд совершал боевые вылеты над Францией и Бельгией.

После перевода в JG 27 пути Галланда и Мёльдерса вновь пересеклись. К тому времени Вернер был уже признанным асом (пилотом, сбившим пять и более машин противника). Галланд никогда не мог сравнить острое зрение Мёльдерса со своим из-за осколков стекла, застрявших в его левом глазу после авиакатастрофы 1935 года. Тем не менее, именно Вернер передал коллеге все свои знания и умения в части тактики, организации истребительного боя, руководство подразделением в воздухе. На момент встречи с Галландом Мёльдерс был командиром группы в эскадре Jagdgeschwader 53. Он предложил Адольфу время от времени совершать с его подразделением патрулирующие полёты у границы с Францией, которые должны были помочь последнему освоить ремесло лётчика-истребителя. Галланд ответил на эту перспективу с энтузиазмом. Полёты с группой Мёльдерса научили Адольфа многому — он узнал об использовании самолёта-«корректировщика», то есть наблюдателя, вносящего в ходе боя рекомендательные корректировки в действия авиационного подразделения люфтваффе. Также Галланд узнал о тактике Мёльдерса, когда он позволял действовать эскадрильям группы самостоятельно с целью извлечения из этих действий изобретательности пилотов и, зачастую, перехвата инициативы в воздушном сражении. Все эти новшества Галланд донёс до командира JG 27 Макса Ибеля, который дал согласие на их реализацию в своей эскадре. Позже Адольф приобрёл навыки боевого командира, замещая на время отпуска или ранения лидеров групп.
10 мая 1940 года вермахт, согласно плану «Гельб», вторгся на территории Франции и современного Бенилюкса. На третий день наступления недалеко от бельгийского Льежа на высоте 4000 метров Галланд, пилотируя «Messerschmitt Bf 109», одержал свои первые воздушные победы, сбив два «Hawker Hurricane» Королевских ВВС Великобритании. Ведомым Адольфа при этих успехах был Густав Рёдель. Оба самолёта противника принадлежали к 87-й эскадрилье. «Харрикейны» сопровождали бомбардировщики «Bristol Blenheim», которые направлялись на поражение мостов в Нидерландах. Как вспоминал впоследствии сержант Фрэнк Хоуэлл, ставший первой «жертвой» Галланда:
Немцы зашли со стороны солнца и имели преимущество по высоте — соответственно, я не увидел их. Вдруг раздался оглушительный треск, и моя кабина вмиг наполнилась дымом.
Адольф так оценивал свою первую победу:
Мой первый успех был похож на детскую игру. На моей стороне были превосходное оружие и удача. Но для успеха необходимо и чтобы самолётом управлял отличный пилот-истребитель.
Через десять минут после первой победы Галланду удалось на малой высоте сбить ещё один «Харрикейн». Пилотировавший его канадец старший лейтенант Джек Кэмпбелл погиб при столкновении самолёта с землёй.
В тот же день Адольф одержал свою третью воздушную победу. В семи километрах к северо-востоку от города Тинен его «жертвой» вновь стал британский «Харрикейн». Долгое время Галланд предполагал, что данная машина принадлежала бельгийским ВВС, однако все самолёты «Hawker Hurricane», летавшие под флагом этой страны, были уничтожены на земле ещё в первые два дня наступления вермахта. 19 мая лётчик отправил к земле французский «Potez 630». Во время этого полёта у Галланда закончилось топливо, и он был вынужден приземлиться на вершине холма. Заручившись поддержкой немецких зенитчиков, Адольф с их помощью вручную скатил свой самолёт с возвышения и довёз его до аэродрома в долине близ Шарлевиль-Мезьера. Там он дозаправился и вновь взлетел. Галланд продолжил летать и на следующий день сбил ещё один «Potez 630». Таким образом, число побед Адольфа достигло семи, и 22 мая генерал Эрхард Мильх наградил его Железным крестом первого класса.
В течение разразившейся битвы за Дюнкерк часть Галланда имела тяжёлые бои с британскими «Supermarine Spitfire». Адольф был впечатлён уровнем этих машин и подготовкой лётчиков, пилотировавших их, и выразил им очень высокую оценку. 29 мая немец заявил о победе над морем над бомбардировщиком «Bristol Blenheim». 9 июня в рамках реализации операции «Паула» Галланд сбил французский истребитель «Morane-Saulnier MS.406», добавив на свой личный счёт двенадцатый самолёт.
Ранее, 6 июня 1940 года, Адольф был назначен командиром третьей группы эскадры Jagdgeschwader 26 «Шлагетер» (JG 26). Таким образом, Галланд стал руководить седьмой, восьмой и девятой эскадрильями JG 26. Эти подразделения вкупе насчитывали 39 «Messerschmitt Bf 109». Командирами эскадрилий в то время были Иоахим Мюнхеберг и Вильгельм Бальтазар. Последний, лидер седьмой эскадрильи, по ошибке атаковал самолёт Галланда во время осуществления плана «Рот». Будучи на той же радиоволне, Адольф успел предупредить действия Бальтазара до того, как он успел открыть огонь. 26 июня эскадру возглавил майор Готтхард Хендрик, бывший командиром Галланд в Легионе «Кондор».

### Битва за Британию

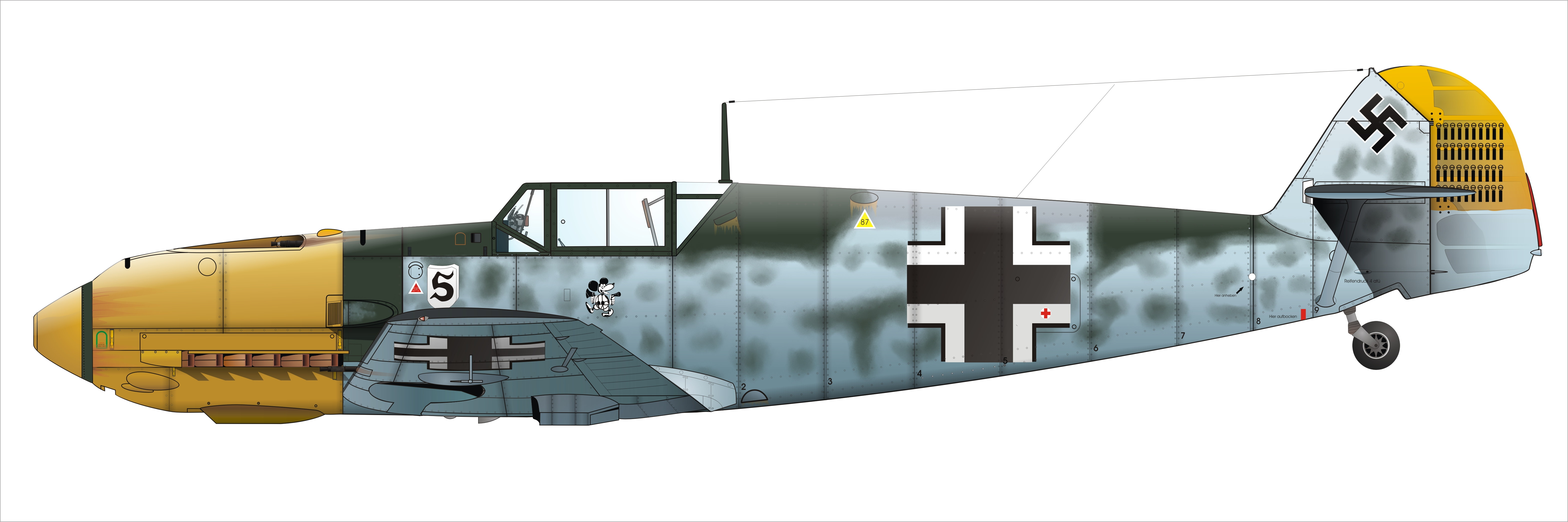
«Messerschmitt Bf 109E» Галланда

С июня 1940 года Галланд в качестве командира третьей группы Jagdgeschwader 26 готовился к битве за Британию на машине «Messerschmitt Bf 109E» «Эмиль». 19 июля Адольфу присвоили звание майора, и он вместе со своей эскадрой был передислоцирован в Па-де-Кале, где и оставался на протяжении последующих 18 месяцев, разместившись на авиабазе близ деревни Каффе.
24 июля лётчики JG 26 совершили первый вылет через Ла-Манш. Из состава эскадры в операции приняло участие почти 40 самолётов. В полёте они встретили 12 «Спитфайров» из британской 54-й эскадрильи. Несмотря на численное меньшинство англичане сумели сковать боем истребители «люфтваффе». Галланд, помня превосходство «Спитфайров» в скорости над «Мессершмиттами», смог, выполнив переворот, на малой высоте подбить один самолёт противника, коим пилотировал английский ас, лейтенант Джон Аллен, погибший при крушении машины. В то же время товарищи Галланда из второй группы JG 26 были вынуждены выйти из боя с лётчиками из 604-й эскадрильи, потеряв после атак британцев два своих «Мессершмитта». Всего в ходе этого вылета немецкие пилоты-истребители недосчитались четырёх самолётов, британские — двух. Позже Галланд вспоминал, что тот день окончательно развеял мифы о неопытности Королевских ВВС и показал, что желанная быстрая и простая победа немцев в битве за Британию на деле окажется очень долгой и тяжёлой.
Схватки над Ла-Маншем продолжились. 25 и 28 июля Галланд записал на свой счёт ещё по одному сбитому «Спитфайру». 29 июля Адольф был награждён Рыцарским крестом Железного креста из рук командующего 2-м воздушным флотом Альберта Кессельринга. На тот момент в активе немецкого аса было 17 воздушных побед. До начала реализации Дня Орла (операции люфтваффе по полному уничтожению британских ВВС) Галланд имел ещё несколько боёв с пилотами Королевских ВВС в небе над южной Англией. Так 11 августа эскадра сошлась в противостоянии с лётчиками 74-й эскадрильи противника. В коротком бою немцы сбили один «Спитфайр». Но высокая организация британцев вновь поразила Галланда — их резервные самолёты неожиданно появлялись на тех участках сражения, где их товарищам приходилось наиболее тяжело. Вывод, который сделал Адольф был таков — британское низкое облачное небо не давало возможности корректировать действия подразделения с земли, поэтому ас вернулся к «методу Мёльдерса», когда он поднимался выше воздушной схватки и уже оттуда мог своевременно вносить изменения в тактику подчинённых. Это принесло результат — к 15 августа Галланд расширил свой послужной список до 22 сбитых самолётов противника. Это означало, что Адольф всего на три машины отставал от своего товарища Вернера Мёльдерса, которому на тот момент покорился рубеж в четверть сотни воздушных побед и который выбыл из строя в связи с ранением ноги. К середине августа командующий люфтваффе Герман Геринг, недовольный действиями немецкой авиации в битве за Британию, сместил многих опытных лётчиков с постов командиров авиасоединений, заменив их на более молодых пилотов.
18 августа 1940 года Галланд был вызван в имение рейхсмаршала — Каринхалл, вынужденно пропустив массовое сражение люфтваффе и Королевских ВВС, в котором обе стороны потеряли более ста машин. На встрече с Герингом речь шла о методах авиационной войны. В частности, рейхсмаршал настаивал на сопровождении самолётами «Messerschmitt Bf 109» не только пикировщиков и бомбардировщиков, но и соединения тяжёлых истребителей «Messerschmitt Bf.110», которые не могли на равных противостоять одномоторным британским «коллегам». Галанд и Мёльдерс, также присутствовавший на этой встрече, выразили обеспокоенность, что столь частое использование их эскадр в роли «нянек» ограничивает их роль в части «свободной охоты» и «свободы действий». Также они указали на то, что бомбардировщики люфтваффе по заданию командования летят на средних высотах и малых скоростях, то есть в идеальных условиях для атак со стороны манёвренных «Спитфайров» и «Харрикейнов». К тому же Галланд высказал недовольство тем, что машины, используемые истребительными эскадрами, уступают английским аналогам по многим пунктам. Несмотря на столь яростную критику, Геринг не стал освобождать Адольфа с занимаемой должности, а, наоборот, повысил — 22 августа, вернувшись из Каринхалла, ас заменил Готтхарда Хендрика на посту командира JG 26.
Свою строптивость Галланд показал вскоре ещё раз. Геринг, прибывший на базы немецких истребителей, спросил, чего не хватает пилотам люфтваффе, чтобы окончательно захватить превосходство в небе над Англией. Вернер Мёльдерс ответил, что хотел бы более мощные двигатели на «Messerschmitt Bf 109». Ответ Галланда заставил рейхсмаршала потерять дар речи от ярости: «…А я бы желал звено „Спитфайров“ для своей эскадры». Адольф рассматривал «Мессершмитты» идеальными для атаки, но, по мнению аса, они проигрывали английским истребителям в защитных действиях из-за большей манёвренности английского самолёта. Галланд говорил:
Бесспорно, «Bf 109» лучше в атаке, но для чисто оборонительных целей манёвренные «Спитфайры» подходят намного больше, даже несмотря на их небольшое отставание от «Мессершмиттов» в скорости.
Во время битвы за Британию поднимался вопрос о частых атаках пилотов противника, которые спускались на парашютах после того, как их самолёты были сбиты. Галланд вспоминал разговор с Герингом:
Геринг хотел знать, думали ли мы об этом. Я ответил: «Так точно, господин рейхсмаршал!» Тогда он посмотрел мне прямо в глаза и задал вопрос: «Что конкретно Вы думаете об атаке лётчиков, спасающихся на парашютах?» Мой ответ был таков: «Я склонен рассматривать это, как бесчестное убийство. И я очень хотел бы избежать приказа делать это.» На это Геринг произнёс: «Этот ответ я и ожидал от Вас услышать, Галланд.»
Тем самым, Адольф оправдывал своего командира, которому западные военные приписали отдачу приказа об атаке всех пилотов врага, выпрыгнувших из сбитых машин.
24 сентября Галланд стал третьим в немецкой армии, кто удостоился Дубовых листьев к своему Рыцарскому кресту. Через два дня ас был вызван в Берлин для вручения награды самим Адольфом Гитлером. Битва за Британию продолжалась до ноября 1940 года, сопровождаемая крупными потерями самолётов с обеих сторон. 5 декабря Галланд сбил свой 58-й самолёт и опередил по числу воздушных побед своего друга Вернера Мёльдерса, что сделало его самым результативным лётчиком-истребителем войны на тот момент.

### Бои в небе над Ла-Маншем и северной Францией

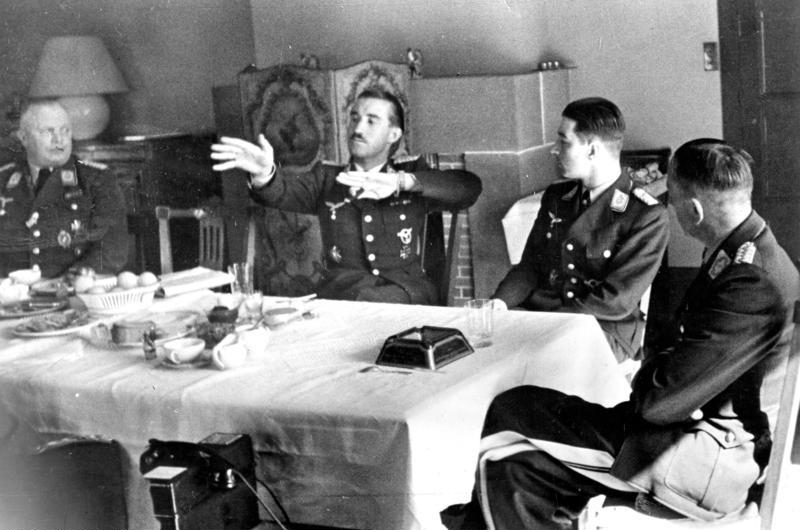
Галланд (в центре) и Вернер Мёльдерс (второй справа) на праздновании дня рождения Тео Остеркампа.

В конце 1940 года Адольф был повышен в звании до оберст-лейтенанта. Галланд продолжил руководить JG 26 в боях с лётчиками Королевских ВВС над северной Европой. Ранее, в начале года большинство подразделений истребителей люфтваффе были перенаправлены ближе к границе СССР или на Средиземноморский театр военных действий. Во Франции оставили лишь две эскадры таких типов самолётов — JG 26 Галланда и Jagdgeschwader 2 (JG 2) под командованием бывшего подчинённого Адольфа майора Вильгельма Бальтазара. К тому времени Jagdgeschwader 26 была переоснащена новыми «Messerschmitt Bf 109F» с пушкой MG 151 калибра 15 миллиметров (позднее 20 миллиметров), стреляющей через вал винта, и двумя пулемётами MG-17 калибра 7,92 миллиметра, установленных сверху двигателя машины. Галланд модифицировал вооружение самолётов. На одном своём «Мессершмитте» он установил 20-миллиметровую пушку MG 151 и два 13-миллиметровых пулемёта MG-131, на другом на крыльях смонтировал две 20-миллиметровые пушки MG FF.
15 апреля 1941 года Адольф, захватив большое количество омаров и шампанского, направлялся во французский Ле-Туке на празднование дня рождения генерала Тео Остеркампа. Учитывая близость данного места к Англии, Галланд со своим ведомым решили в поисках английских самолётов пролететь немного по направлению к британскому острову. Близ Дувра немцы заметили группу «Спитфайров» и немедленно атаковали их. В результате этих действий впоследствии Галланд заявил о трёх сбитых истребителях противника (в итоге, один из них не был подтверждён). В реальности англичане потеряли безвозвратно всего одну машину, два других «Спитфайра», хоть и были серьёзно «задеты» огнём немецкого аса, бо́льшую часть своих повреждений получили при аварийной посадке, оба пилота-британца при этом получили ранения. Также во время боя капитаном Пэдди Финукейном были повреждены шасси «Мессершмитта» Галланда. На земле английский лётчик заявил об уничтожении им самолёта люфтваффе, однако Адольф без приключений сел в Ле-Туке и вручил свои подарки Остеркампу.
Вечером 10 мая Галланд получил срочный звонок от Германа Геринга, который потребовал поднять в воздух всю эскадру JG 26 для перехвата «Messerschmitt Bf 110», который пилотировал Рудольф Гесс, направлявшийся в Шотландию для сдачи британским властям и предложения им мира, якобы от немецкого руководства. Адольф, учитывая быстро наступающую темноту и неопытность своих подчинённых в полётах при таких условиях, приказал одному-двум истребителям из каждой группы взлететь и сделать несколько кругов недалеко от своих аэродромов. После этого, выждав время, Галланд позвонил Герингу и сообщил, что самолёт Гесса найти не удалось. В реальности шансов перехватить «Мессершмитт» заместителя фюрера по партии у части Адольфа не было — Рудольф пролетел много севернее расположения JG 26 и, благополучно избежав встречи с немецкими и английскими истребителями, сел в Шотландии.
В полдень 21 июня 1941 года в бою с лётчиками из британских 21-й и 303-й эскадрилий ас смог подбить два самолёта противника (одна победа не была подтверждена). Но при выходе из атаки английский «Спитфайр» точной очередью пробил радиатор «Мессершмитта» Галланда, и немец был вынужден совершить аварийную посадку в районе Кале. В 16:37 того же дня Адольф одержал ещё одну победу, сбив «Supermarine Spitfire», однако засмотревшись на падающую машину врага, упустил из виду другой истребитель неприятеля, который своим огнём нанёс самолёту Галланда тяжёлые повреждения, а самого аса ранил осколками в голову и руку. Галланд выпрыгнул из «Мессершмитта». Но его парашют зацепился за антенную стойку на фюзеляже позади кабины лётчика. Галланд смог освободиться и благополучно приземлился. Позднее в госпитале, где Адольф проходил лечение после этого инцидента, пилота посетил Тео Остеркамп, который сообщил асу о его награждении Мечами к Рыцарскому кресту с Дубовыми Листьями. Таким образом, Галланд стал первым в немецкой армии, кто удостоился подобной награды.
2 июля Адольф вновь поднялся в воздух. Перед этим на аэродроме произошёл интересный эпизод: механик аса Герхард Мейер, помня о ранении командира, установил на верхней части фонаря дополнительную бронепластину. Галланд, не зная о «заботливости» своего подчинённого, при закрытии фонаря получил этим бронированным листом сильный удар по голове. Высунувшись из кабины, ас обругал своего механика, после чего в ярости взлетел. В столкновении своей группы с самолётами 226-й эскадрильи Королевских ВВС Адольф сбил бомбардировщик «Bristol Blenheim». Подоспевшие «Спитфайры» атаковали немецкие истребители, и один из снарядов 20-миллиметровой пушки англичан угодил в бронепластину Мейера, которая, тем самым, спасла жизнь Галланду — он получил лишь несколько царапин. По приземлению механик Адольфа был удостоен похвалы от командира, премии в сто марок и отпуска домой. Всего в эти четыре дня Галланд был ещё дважды сбит.
9 августа над Сент-Омером был подбит известный английский ас полковник Дуглас Бадер, имевший в своём послужном списке 22 воздушные победы и который был хорошо знаком пилотам люфтваффе по радиоперехватам. Сам Галланд в тот день сбил два «Спитфайра» врага. Подразделение Адольфа любезно приняло знаменитого пленника, и он на протяжении нескольких дней «гостил» в JG 26. По просьбе английского аса ему было разрешено в сопровождении конвоя посидеть и изучить кабину «Мессершмитта». Также Бадер полушутя спросил у Галланда разрешения сделать на самолёте несколько пробных кругов над аэродромом. Адольф отказал британцу, ответив, что всерьёз опасается побега пленника по причине того, что тогда он вновь будет вынужден сражаться с Дугласом в небе над Англией.
К осени 1941 года Галланд одержал ещё 26 воздушных побед. Его 96-м сбитым самолётом стал «Спитфайр», который он подбил 18 ноября того же года. Эта победа стала для аса последней на последующие три года из-за наложенного на него запрета о боевых вылетах.

## Высшее командование (1941—1945 гг.)

### Первые годы на посту командующего истребительной авиацией Люфтваффе

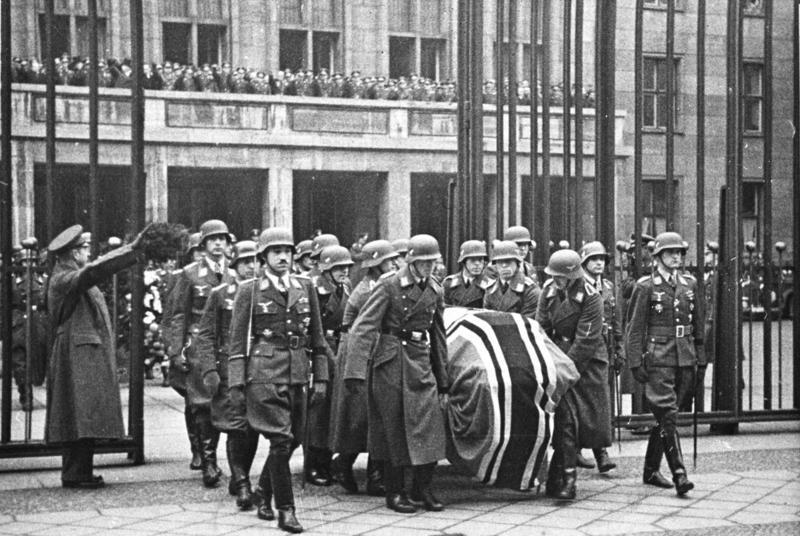
Галланд (слева, на переднем плане) на похоронах Эрнста Удета.

В ноябре 1941 года Герман Геринг назначил Галланда командующим истребительной авиацией люфтваффе (нем. General der Jagdflieger) вместо Вернера Мёльдерса, погибшего в авиакатастрофе по пути на похороны Эрнста Удета. Адольф не был в восторге от данного повышения, видя себя больше боевым лидером и не желая быть «прикованным к письменному столу».
Вскоре после этого Галланд был награждён Бриллиантами к своему Рыцарскому кресту с Дубовыми Листьями и Мечами за свою службу в качестве командира JG 26. Несмотря на своё неприятие новой должности, Адольф уже вскоре плодотворно работал — из штаба в городе Евер он спланировал и осуществил план по господству в воздухе люфтваффе («Удар молнии») при реализации кригсмарине операции «Цербер». Данные мероприятия подразумевали под собой перевод двух немецких линкоров, «Scharnhorst» и «Gneisenau», а также тяжёлого крейсера «Prinz Eugen» из французского Бреста в Киль, то есть переход предстояло совершать через весь Ла-Манш. Галланду было поручено с воздуха прикрыть немецкие корабли. И Адольф выполнил свою задачу — при потерях со своей стороны в 43 машины, истребители люфтваффе сбили 247 самолётов Королевских ВВС, пытавшихся помешать операции. Как итог, с воздуха ни один из британских пилотов не смог хотя бы незначительно причинить вред судам кригсмарине.
Также, являясь убеждённым сторонником решающего значения дневной истребительной авиации в защите «фатерланда», Галанд через своё высокое положение смог значительно развить возможности вверенных ему частей. Актуальность забот Адольфа возросла, когда 11 декабря 1941 года Германия и Италия объявили войну США. После этого Галанд приложил все усилия к ещё большему расширению истребительных частей люфтваффе, предполагая, что вскоре последуют массовые налёты бомбардировщиков союзников на немецкую территорию — в будущем данная операция получила название «Защита Рейха». После войны Адольф признавал, что, будучи на этом высоком посту, он часто открыто конфликтовал с командующим ВВС Германом Герингом. Однако профессиональные качества Галланда вкупе с поддержкой со стороны множества влиятельных лиц, таких как Эрхард Мильх и Гюнтер Кортен в люфтваффе, а также Альберт Шпеер в промышленности, помогли ему сохранять должность на протяжении трёх лет. К тому же, Адольф отмечал благосклонное отношение к себе со стороны самого фюрера.

### Неофициальные боевые вылеты
После назначения командующим истребительными частями люфтваффе Галланд получил строгий запрет на боевые вылеты. Но Адольф не мог усидеть на земле и секретно участвовал в боях против бомбардировщиков ВВС Армии США во время их налётов на немецкую территорию. В ходе этих вылетов Галланд прекрасно освоил истребитель «Focke-Wulf Fw 190». По крайней мере на «Fw 190» Адольф сбил один американский бомбардировщик «Martin B-26 Marauder», второй не был подтверждён. Другие авиационные исследователи считают, что число подобных машин на счету Галланда за время вылетов на «Фокке-Вульфах» — три.

### Конфликт с Герингом

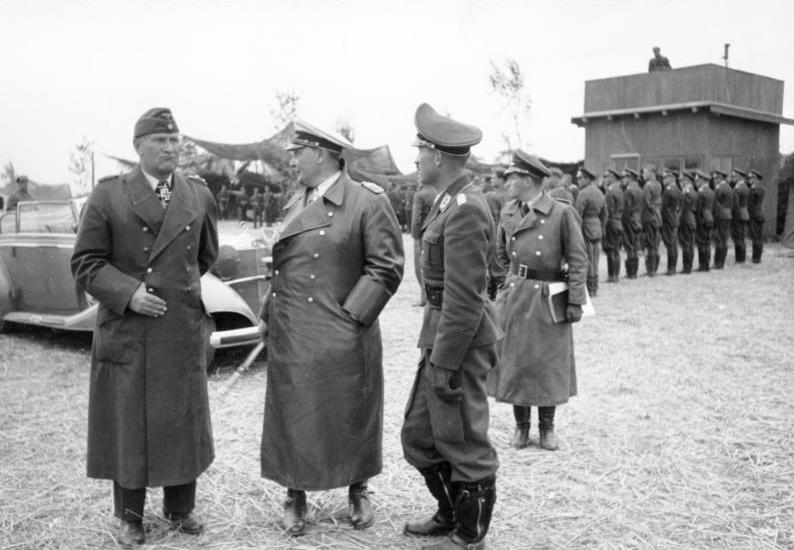
Сентябрь 1940. Бруно Лёрцер (слева), Адольф Галланд (справа) и Герман Геринг (в центре).

По мере того, как Вторая мировая война набирала обороты, зародился и развился конфликт Адольфа с Германом Герингом. В 1942—1944 годах на всех фронтах европейского военного театра подопечные Галанда попали под возрастающее огромное давление со стороны пилотов-союзников, что положило начало разногласий аса и рейхсмаршала. Поздним летом 1943 года в воздушном пространстве Германии появились первые американские истребители. Доклад Галланда об этом не впечатлил рейхсмаршала, который в это не поверил. Вскоре несколько истребителей ВВС США потерпели крушение близ западной границы Германии около города Ахена. Галланд представил обломки Герингу в качестве доказательства правоты своих слов, добавив, что вскоре подобные машины могут эскортировать бомбардировщики союзников во время налётов на промышленные объекта Рейха (чего не было до той поры). Подобные заявления привели рейхсмаршала в ярость, и он назвал их «разглагольствованием о пораженческих идеях». Также он «гарантировал» Адольфу, что подобное развитие событий маловозможно. По словам Геринга у «американцев, скорее всего, просто напросто закончилось топливо, либо их сбили гораздо западнее… и они, заблудившись, дотянули до границы Германии, прежде чем разбиться». Тем не менее, Галланд и Эрхард Мильх, ответственный за производство и закупку самолётов для люфтваффе, настаивали на существенном увеличении количества истребителей, чтобы, в свете грядущей угрозы, обеспечить превосходство немцев в соотношении три-четыре машины на одну вражескую. Впоследствии Адольф продолжил конфронтацию с Герингом, который придерживался позиции поддержки наступления по всем фронтам и, следовательно, развития линии бомбардировщиков.
В октябре 1943 года отношения между Галландом и рейхсмаршалом ещё ухудшились. Адольф встретился с командующим ВВС в его поместье, замке Фельденштайн. В ходе разговора поднялся вопрос о потребности люфтваффе в новых улучшенных самолётах-перехватчиках. Геринг для борьбы с нарастающим числом налётов союзных бомбардировщиков был склонен к идее массового производства машин, вооружённых тяжёлыми авиационными пушками весом около 900 килограмм большого калибра со скорострельностью около одного выстрела в секунду. Галланд ответил, что подобная перспектива нереальна по нескольким причинам. По словам Адольфа, подобное вооружение сильно снизит манёвренность машины, к тому же, при больших калибрах пушки склонны к заклиниванию. Также ас привёл пример «Messerschmitt Me.410», который будучи гибридом истребителя и бомбардировщика с соответствующей оснасткой, зачастую становился «жертвой» вражеских самолётов из-за своей неповоротливости. В завершении Галланд подчеркнул, что считает эти предложенные Герингом нововведения «безответственными и удручающими». Геринг проигнорировал аргументы Адольфа, тут же вновь обвинив того в трусости и продолжив нападки на истребительные части люфтваффе в части несовершенства их организации по причине низкого уровня командиров частей. Галланд вступил в полемику с рейхсмаршалом и стал яростно защищать своих подопечных. Адольф заявил, что он в корне не согласен с методами и планами Геринга и попросил отправить его в отставку с поста командующего истребительными частями люфтваффе, вернув в свою действующую боевую часть. Герман согласился, но спустя две недели принёс асу извинения за своё поведение, сославшись на накопившийся стресс. Адольф продолжил командовать истребителями ВВС Рейха. Но споры вокруг тактики и оснащения самолётов, стоявших на защите Германии против резко возросшего числа бомбардировок союзников, всё же внесли широкий раскол в отношения Галланда и Геринга.

### Инновации

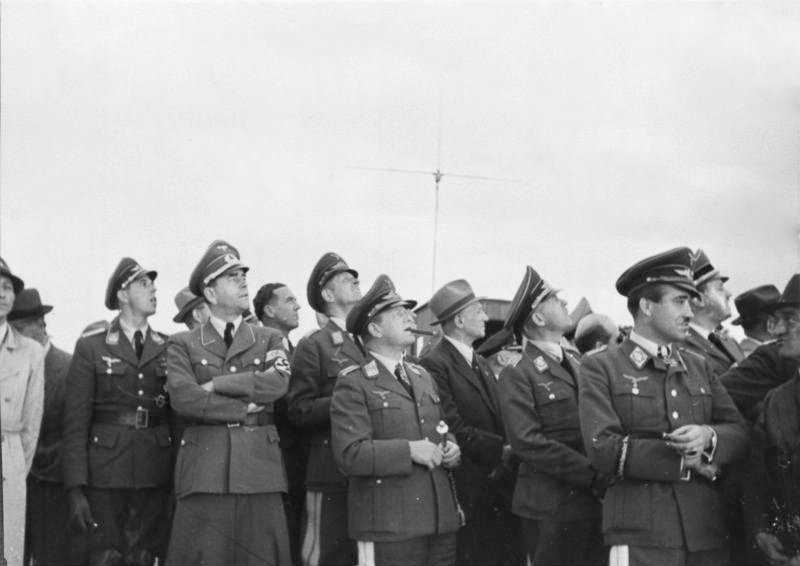
Галланд (справа), Эрхард Мильх (в центре) и Альберт Шпеер (слева) на аэродроме «Рехлинг-Ларц» при испытаниях новых типов самолётов.

На посту командующего истребительными частями люфтваффе Галланд постоянно искал варианты для усиления технической базы вверенных ему частей. 23 мая 1943 года он совершил первый вылет на раннем прототипе реактивного самолёта «Messerschmitt Me.262». После посадки он рассказал о своих ощущениях:
Я в первый раз летал на реактивной машине! Никакой вибрации двигателя. Никакого крутящего момента и никакого оглушающего звука винта. Только свистящий звук воздуха, скользивший по обшивке истребителя. Если бы меня спросили, с чем бы я сравнил полёт на «Me 262», ответ был бы таков: «Это было как будто сами ангелы несли самолёт по небу».
Галланд стал ярым сторонником использования в люфтваффе данного самолёта, прекрасно понимая его потенциал. Причём Адольф стоял на функционале машины в качестве истребителя, а не бомбардировщика (нем. Blitzbomber), как задумывали Гитлер и Геринг. Ас надеялся, что уникальность «Me 262» позволит компенсировать численное преимущество самолётов союзных сил:
В течение последних четырёх месяцев наши истребительные части потеряли тысячу пилотов… Мы численно уступаем, стоит признать это. И, если ничего не изменить, так продолжится и дальше… Но я верю, что всё можно повернуть вспять. И помочь нам в этом может использование таких самолётов, как «Me 262» и «Me 163» — это уникальные машины с уникальными характеристиками, таких нет у союзных ВВС… Я считаю, один «Me 262» стоит пяти «Bf 109». В недалёком прошлом я бы поставил на другое соотношение: один к трём, но данный тип истребителя постоянно модифицируется и совершенствуется.
Но, вопреки желанию Галланда, становление «Me 262», как истребителя затянулось практически до конца войны. Основными причинами этого были проблемы с производством турбореактивных двигателей для данного типа машин, а также большое желание Адольфа Гитлера и Германа Геринга видеть «Messerschmitt Me.262» в большей мере в качестве бомбардировщика.

## Награды
- Медаль «За Испанскую кампанию»[101]
- Военная медаль[101]
- Испанский крест в золоте с Мечами и Бриллиантами (7 июня 1939)[4]
- Нагрудная планка люфтваффе истребителя в золоте с гравировкой «400»[101]
- Знак «За ранение» в чёрном[101]
- Знак «Лётчик-наблюдатель» в золоте с бриллиантами[101]
- Железный крест (1939) 1-го и 2-го класса
  - 2-го класса (15 сентября 1939)[4][102]
  - 1-го класса (22 мая 1940)[103]
- Рыцарский крест с Дубовыми Листьями, Мечами и Бриллиантами
  - Рыцарский крест (29 июля 1940 года) — майор, командир 3-й группы JG 26 «Шлагетер»[104][105]
  - Дубовые Листья (№ 3) (24 сентября 1940 года) — майор, командир JG 26 «Шлагетер»[104][106]
  - Мечи (№ 1) (21 июня 1941 года) — оберст-лейтенант, командир JG 26 «Шлагетер»[104][107]
  - Бриллианты (№ 2) (28 января 1942 года) — оберст, командир JG 26 «Шлагетер»[104][108]
- Семь раз упоминался в «Вермахтберихт»: 16 августа 1940, 25 сентября 1940, 2 ноября 1940, 18 апреля 1941, 22 июня 1941, 30 октября 1941, 15 февраля 1942

## Упоминания в «Вермахтберихт»
| Дата             | Оригинальный немецкий текст | Русский перевод |
| ---------------- | --- | --- |
| 16 августа 1940  | Am 15. und in der Nacht zum 16. August setzte die Luftwaffe ihre Angriffe auf Seehäfen, Anlagen der Rüstungsindustrie, Flugplätze und Ballonsperren weiter fort. Die Hafenanlagen von Portland, Scarborough, Bridlington und Middlesbrought, Flugzeug- und Motorenwerke in Birmingham und Brought bei Hull sowie Hallen und Unterkünfte auf mehreren Flugplätzen in Süd-, Südost- und Mittelengland wurden schwer beschädigt. Dabei kam es zu heftigen Luftkämpfen, in deren Verlauf Major Galland seinen 20. Luftsieg errang. | Силы люфтваффе продолжили свои атаки на морские порты, центры военной промышленности, аэродромы и заградительные аэростаты противника в ночь с 15 на 16 августа. Большим разрушениям подверглись гавани Портленда, Скарборо, Брайдлингтона и Мидлсбро, аэродром и заводы в Бирмингеме и Брафе, что близ города Кингстон-апон-Халл, а также ангары и стоянки на многочисленных аэродромах южной, юго-восточной и центральной Англии. В тяжёлых воздушных боях майор Галланд одержал свою двадцатую победу в небе. |
| 25 сентября 1940 | Major Mölders und Major Galland errangen ihren 40. Luftsieg. | Майор Мёльдерс и майор Галланд добились своих сороковых воздушных побед. |
| 2 ноября 1940    | Der Gegner verlor gestern im Luftkampf zehn Flugzeuge. Zwei deutsche Flugzeuge werden vermisst. Major Galland schoß seinen 50. Gegner ab." | Вчера противник в воздушных боях потерял десять самолётов. Без вести пропали два немецких пилота. Майор Галланд сбил свой пятидесятый самолёт врага. |
| 18 апреля 1941   | Oberstleutnant Mölders errang am 16. April seinen 64. und 65., Oberstleutnant Galland am 15. April seinen 59. und 60. Luftsieg. | Оберст-лейтенант Мёльдерс 16 апреля одержал свои 64-ю и 65-ю воздушные победы, оберст-лейтенант Галланд в тот же день сбил свои 59-й и 60-й самолёт противника. |
| 22 июня 1941     | In den gestrigen Nachmittagstunden flog eine geringe Zahl britischer Kampfflugzeuge unter starkem Jagdschutz die Französische Kanalküste an. In heftigen Luftkämpfen schossen deutsche Jäger 26 britische Flugzeuge ab. Flakartillerie und Marineartillerie brachten zwei weitere Flugzeuge zum Absturz. Oberstleutnant Galland errang bei diesen Kämpfen drei Luftsiege. | Вчера после полудня несколько боевых самолётов противника под сильным прикрытием истребителей пересекли Ла-Манш. Встретившие их немецкие пилоты сбили 26 британских машин. Ещё два самолёта противника были поражены зенитной артиллерией. Оберст-лейтенант Галланд в этом бою одержал три воздушных победы. |
| 30 октября 1941  | Oberstleutnant Galland, Kommodore eines Jagdgeschwaders, errang seinen 90. und 91. Luftsieg. | Оберст-лейтенант Галланд, командир истребительной эскадры, сбил свои 90-й и 91-й самолёт противника. |
| 15 февраля 1942  | Die Verluste der britischen Luftwaffe bei See- und Luftgefecht im Kanalgebiet am 12. Februar erhöhen sich auf 49 Flugzeuge. Mit dem Abschuß von weiteren feindlichen Flugzeugen in diesen Luftkämpfen ist zu rechnen. Bei den Kämpfen zeichneten sich die unter dem Oberbefehl des Generalfeldmarschalls Sperrle stehenden Verbände, geführt von General der Flieger Coeler und Oberst Galland, besonders aus. | Потери британских ВВС к 12 февраля достигли 49 самолётов. Предполагается и дальнейшее наращивание преимущества в воздухе. В прошедших боях наиболее отличилось соединение под командованием генерал-фельдмаршала Шперле во главе с генералом авиации Кёлером и оберстом Галландом. |

## Список воздушных побед Адольфа Галланда
| №  | Дата             | Время | Тип сбитого самолёта     | Подразделение Галланда | Место                              | Комментарии |
| 1  | 12 мая 1940      | 10:10 | «Hawker Hurricane»       | Stab JG 27             | 10 км к западу от Льежа            | «Hawker Hurricane I» (№ 1632), 87-я эскадрилья КВВС, пилот — сержант Ф. В. Хоуэлл, выпрыгнул с парашютом               |
| 2  | 12 мая 1940      | 10:20 | «Hawker Hurricane»       | Stab JG 27             | 18 км к югу от Льежа               | «Hawker Hurricane I» (№ 1970), 87-я эскадрилья КВВС, пилот — ст.лейтенант Д. Э. Кэмпбелл, погиб                        |
| 3  | 12 мая 1940      | 15:50 | «Hawker Hurricane»       | Stab JG 27             | 7 км к северо-востоку от Тинена    | |
| 4  | 16 мая 1940      | 19:30 | «Supermarine Spitfire»   | Stab JG 27             | 5 км к югу от Лилля                | |
| 5  | 19 мая 1940      | 20:50 | «Potez 630»              | Stab JG 27             | севернее Альбера                   | |
| 6  | 19 мая 1940      | 21:45 | «Potez 630»              | Stab JG 27             | юго-западнее Ирсона                | |
| 7  | 20 мая 1940      | 20:50 | «Potez 630»              | Stab JG 27             | южнее Амьена                       | |
| 8  | 29 мая 1940      | 12:59 | «Bristol Blenheim»       | Stab JG 27             | 15 км к северу от Гравлина         | |
| 9  | 29 мая 1940      | 13:04 | «Bristol Blenheim»       | Stab JG 27             | 30 км к северу-западу от Гравлина  | |
| 10 | 2 июня 1940      | 9:28  | «Supermarine Spitfire»   | Stab JG 27             | западнее Дюнкерка                  | |
| 11 | 9 июня 1940      | 15:55 | «Curtiss P-36 Hawk»      | Stab JG 27             | восточнее Ротоя                    | |
| 12 | 9 июня 1940      | 16:10 | «Morane-Saulnier MS.406» | Stab JG 27             | 13 км к северу-западу от Мо        | |
| 13 | 14 июня 1940     | 17:15 | «Bristol Blenheim»       | Stab III./JG 26        | 22 км к югу-востоку от Вернона     | |
| 14 | 14 июня 1940     | 17:28 | «Fairey Battle»          | Stab III./JG 26        | 10 км к югу от Эврё                | |
| 15 | 24 июля 1940     | 13:30 | «Supermarine Spitfire»   | Stab III./JG 26        | 30 км к северу от Маргита          | «Supermarine Spitfire I», 54-я эскадрилья КВВС, пилот — лейтенант Д. Л. Аллен, погиб при крушении самолёта             |
| 16 | 25 июля 1940     | 16:17 | «Supermarine Spitfire»   | Stab III./JG 26        | Довер Харбор                       | «Supermarine Spitfire», 54-я эскадрилья КВВС                                                                           |
| 17 | 28 июля 1940     | 15:20 | «Supermarine Spitfire»   | Stab III./JG 26        | 10 км к северо-востоку от Дувра    | «Supermarine Spitfire I» (№ 1035), 64-я эскадрилья КВВС, пилот — мл. лейтенант Ф. Доусон-Пол, умер от ран              |
| 18 | 12 августа 1940  | 12:41 | «Hawker Hurricane»       | Stab III./JG 26        | северо-западнее Маргита            | «Hawker Hurricane», 501-я эскадрилья КВВС                                                                              |
| 19 | 14 августа 1940  | 13:30 | «Hawker Hurricane»       | Stab III./JG 26        | юго-западнее Дувра                 | |
| 20 | 15 августа 1940  | 12:55 | «Supermarine Spitfire»   | Stab III./JG 26        | 10 км к востоку от Дувра—Фолкстона | возможно «Supermarine Spitfire», 54-я эскадрилья КВВС, пилот — ст. лейтенант Э. К. Дир, выпрыгнул с парашютом          |
| 21 | 15 августа 1940  | 16:00 | «Supermarine Spitfire»   | Stab III./JG 26        | 15 км к юго-западу от Фолкстона    | «Supermarine Spitfire», 64-я эскадрилья КВВС                                                                           |
| 22 | 15 августа 1940  | 16:07 | «Supermarine Spitfire»   | Stab III./JG 26        | 20 км к юго-западу от Дувра        | «Supermarine Spitfire», 64-я эскадрилья КВВС                                                                           |
| 23 | 25 августа 1940  | 19:50 | «Supermarine Spitfire»   | Stab JG 26             | Дангнесс—Фолкстон                  | |
| 24 | 28 августа 1940  | 10:00 | «Boulton Paul Defiant»   | Stab JG 26             | Фейвершем                          | «Boulton Paul Defiant», 264-я эскадрилья КВВС                                                                          |
| 25 | 31 августа 1940  | 9:42  | «Supermarine Spitfire»   | Stab JG 26             | 20 км к юго-западу от Кембриджа    | «Supermarine Spitfire», 19-я эскадрилья КВВС                                                                           |
| 26 | 31 августа 1940  | 18:50 | «Supermarine Spitfire»   | Stab JG 26             | Грейвсенд                          | |
| 27 | 31 августа 1940  | 19:03 | «Hawker Hurricane»       | Stab JG 26             | Мейдстон                           | |
| 28 | 1 сентября 1940  | 14:55 | «Supermarine Spitfire»   | Stab JG 26             | юго-восточнее Лондона              | |
| 29 | 3 сентября 1940  | 11:32 | «Hawker Hurricane»       | Stab JG 26             | Челмсфорд                          | «Hawker Hurricane», 257-я эскадрилья КВВС                                                                              |
| 30 | 6 сентября 1940  | 10:20 | «Hawker Hurricane»       | Stab JG 26             | Тонбридж                           | «Hawker Hurricane», 601-я эскадрилья КВВС                                                                              |
| 31 | 11 сентября 1940 | 16:20 | «Hawker Hurricane»       | Stab JG 26             | северо-западнее Дангнесса          | «Hawker Hurricane», 501-я эскадрилья КВВС                                                                              |
| 32 | 14 сентября 1940 | 17:03 | «Hawker Hurricane»       | Stab JG 26             | юго-восточнее Лондона              | «Hawker Hurricane», 253-я эскадрилья КВВС                                                                              |
| 33 | 15 сентября 1940 | 15:30 | «Hawker Hurricane»       | Stab JG 26             | устье Темзы                        | «Hawker Hurricane I» (№ 4087), 310-я эскадрилья КВВС, пилот — сержант Джозеф Губачек                                   |
| 34 | 18 сентября 1940 | 13:35 | «Hawker Hurricane»       | Stab JG 26             | н/д                                | «Hawker Hurricane», 46-я эскадрилья КВВС                                                                               |
| 35 | 18 сентября 1940 | 13:52 | «Hawker Hurricane»       | Stab JG 26             | западнее Рочестера                 | «Hawker Hurricane», 46-я эскадрилья КВВС                                                                               |
| 36 | 18 сентября 1940 | 13:55 | «Hawker Hurricane»       | Stab JG 26             | западнее Рочестера                 | «Hawker Hurricane», 46-я эскадрилья КВВС                                                                               |
| 37 | 20 сентября 1940 | 12:05 | «Supermarine Spitfire»   | Stab JG 26             | южнее Хорнчерча                    | «Supermarine Spitfire», 222-я эскадрилья КВВС                                                                          |
| 38 | 21 сентября 1940 | 19:25 | «Supermarine Spitfire»   | Stab JG 26             | западнее Эшфорд—Кентербери         | «Supermarine Spitfire», 92-я эскадрилья КВВС                                                                           |
| 39 | 23 сентября 1940 | 10:45 | «Hawker Hurricane»       | Stab JG 26             | севернее Рочестера                 | «Hawker Hurricane», 257-я эскадрилья КВВС                                                                              |
| 40 | 23 сентября 1940 | 10:45 | «Hawker Hurricane»       | Stab JG 26             | севернее Рочестера                 | |
| 41 | 24 сентября 1940 | 10:00 | «Hawker Hurricane»       | Stab JG 26             | Рочестер                           | предположительно «Hawker Hurricane» (№ 3878), 17-я эскадрилья КВВС, пилот — Гарольд Берд-Уилсон, выпрыгнул с парашютом |
| 42 | 30 сентября 1940 | 18:05 | «Hawker Hurricane»       | Stab JG 26             | южнее Гилфорда                     | «Hawker Hurricane», 303-я эскадрилья КВВС                                                                              |
| 43 | 8 октября 1940   | 10:20 | «Supermarine Spitfire»   | Stab JG 26             | южнее Истчерча                     | «Supermarine Spitfire», 66-я эскадрилья КВВС                                                                           |
| 44 | 11 октября 1940  | 17:00 | «Supermarine Spitfire»   | Stab JG 26             | юго-западнее Чатема / Эшфорд       | «Supermarine Spitfire», 421-я эскадрилья КВВС                                                                          |
| 45 | 11 октября 1940  | 17:12 | «Hawker Hurricane»       | Stab JG 26             | Дартфорд / Рочестер                | «Hawker Hurricane», 253-я эскадрилья КВВС                                                                              |
| 46 | 15 октября 1940  | 13:50 | «Supermarine Spitfire»   | Stab JG 26             | южнее Рочестера / Джиллингем       | |
| 47 | 26 октября 1940  | 17:30 | «Hawker Hurricane»       | Stab JG 26             | Мейдстон / южнее Лондона           | |
| 48 | 30 октября 1940  | 12:55 | «Supermarine Spitfire»   | Stab JG 26             | западнее Лондона                   | «Supermarine Spitfire», 222-я эскадрилья КВВС                                                                          |
| 49 | 30 октября 1940  | 17:30 | «Supermarine Spitfire»   | Stab JG 26             | южнее Истчерча / Мейдстон          | «Supermarine Spitfire», 41-я эскадрилья КВВС                                                                           |
| 50 | 30 октября 1940  | 17:40 | «Supermarine Spitfire»   | Stab JG 26             | Кентербери / Мейдстон              | «Supermarine Spitfire», 41-я эскадрилья КВВС                                                                           |
| 51 | 1 ноября 1940    | 12:50 | «Supermarine Spitfire»   | Stab JG 26             | восточнее Эшфорда                  | |
| 52 | 8 ноября 1940    | 15:28 | «Supermarine Spitfire»   | Stab JG 26             | 10 км к югу от Дувра               | |

## Комментарии
1. ↑  ныне город носит название Хертен
2. ↑  Соединение Jagdgruppe 88 состояло из четырёх эскадрилий
3. ↑  На самом деле, этот «Бленхейм» из 21-й эскадрильи получил тяжёлые повреждения, но смог дотянуть до своей базы и приземлился на «живот».
4. ↑  январь-апрель 1944 года